# 元老院 (ベルギー)

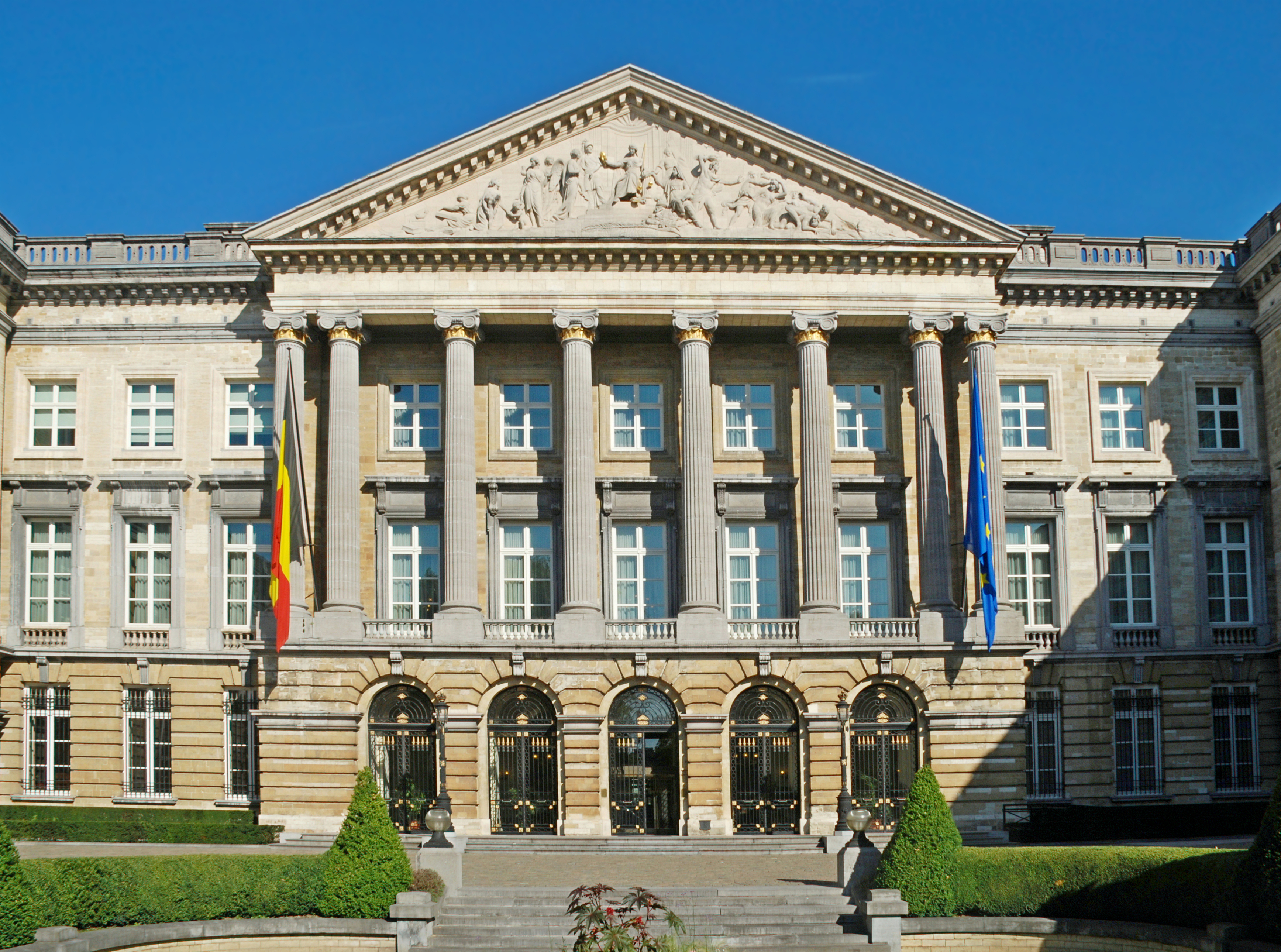
ナシヨン宮殿

元老院（げんろういん、フランス語: Sénat、オランダ語: Senaat、ドイツ語: Senat）はベルギーの上院。代議院とともに連邦議会を構成する。議事堂はブリュッセルのナシヨン宮殿。
議会は、選出方法がそれぞれ異なる議員から構成される。選出方法および定数は2014年より変更され、以下の3つから構成されている。
- 共同体選出議員（50名）：地域および言語共同体議会の助言によって選出される。フランデレン地域、フラマン語共同体およびブリュッセル首都圏地域の中のオランダ語系グループから29名、フランス語共同体から10名、ワロン地域から8名、ブリュッセル首都圏地域のフランス語系グループから2名、ドイツ語共同体から1名を選出する。
- 指名議員（10名）：上記のオランダ語圏選出の29名の議員によって6名が指名される。同じく、フランス語圏の20名の議員によって4名が指名される。
- 法律議員（3名）：国王の子供、いない場合は兄弟姉妹から選出される。18歳以上で、元老院に対して宣誓を行っている必要がある。議決権は21歳からである。法律議員の存在は定足数には影響せず、伝統的に議決には参加しない。

以前は、一部の議員が直接選挙によって選出されていた。1998年から2010年までの選挙では、オランダ語（フラマン語）圏から25名、フランス語圏から15名を比例代表制により選出していた。

## 権限
1993年の憲法改正以前は、代議院と元老院は同じ権限を持っており、法案は両院で可決しなければならなかった。
1993年以降は政府の権能、国際条約、君主制に関する事柄に関しては代議院と同等の権限を持ち続けているが、その他の法案は代議院の議決が優先される。
1995年の改革以降は、「良識の府」と位置付けられ、代議院を代替するものではなく、提言機関に近いものとなっている。また、予算の決定に関しては、代議院の専権事項となっており、元老院は権限は持たない。そのため、ねじれ国会は、基本的に発生しない。

## 構成

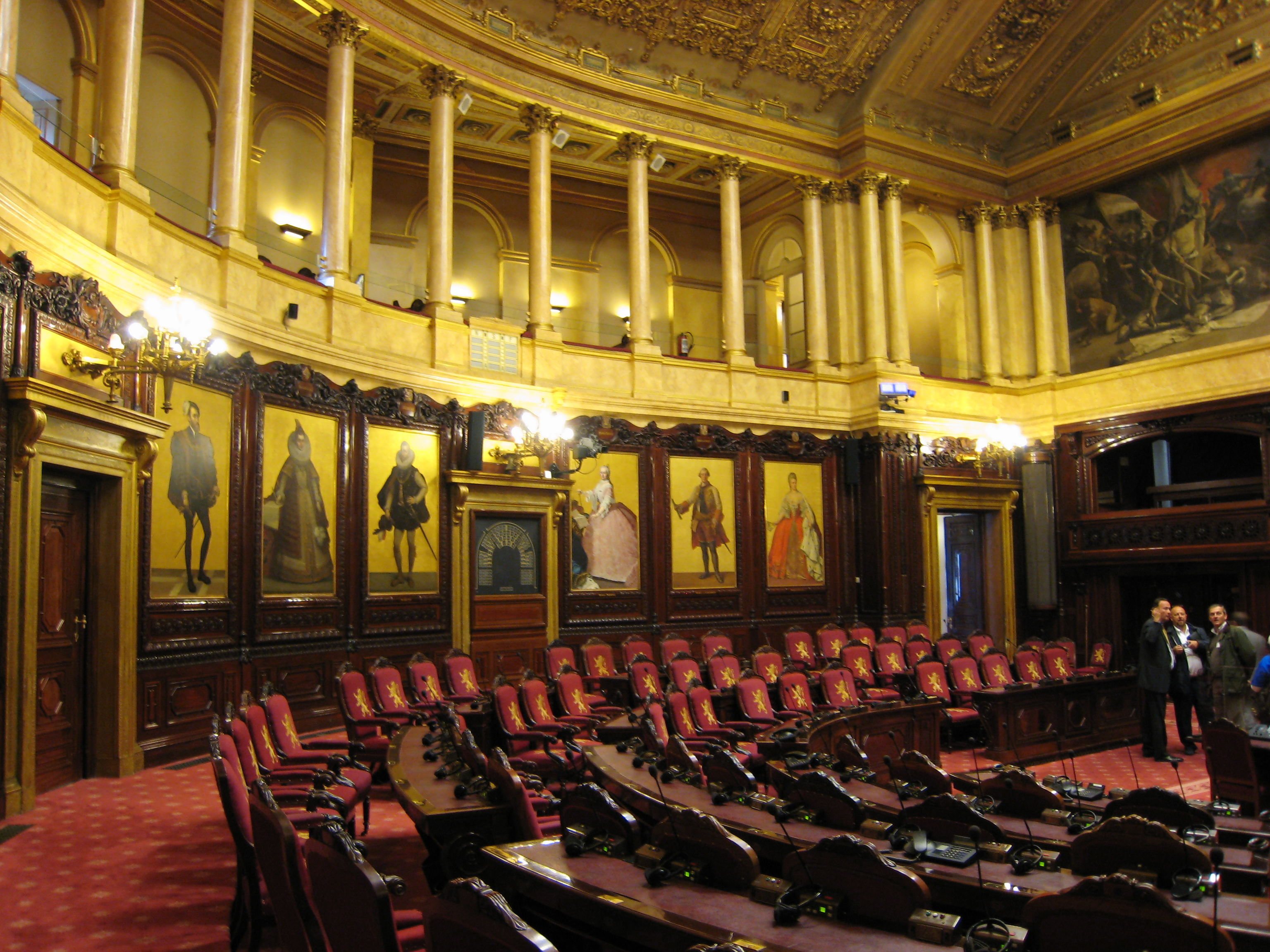
議場

現在の議会の構成は、2024年6月9日に行われた代議院（下院）と地域、言語共同体の選挙結果を受けたものである。任期は5年で、被選出議員は定員60名。加えて自身の権利による議員3名が存在する。
2024年7月より、議長は改革運動（MR）のヴァレリー・ド・ビューが務めている。
- 自身の権利による議員
  - フィリップ王子
  - アストリッド王女
  - ロラン王子

| 言語       | 党名                             | 議席数 |
| ---------- | -------------------------------- | ------ |
| オランダ語 | 新フランデレン同盟（N-VA）       | 10     |
| オランダ語 | フラームス・ベランフ（VB）       | 8      |
| オランダ語 | キリスト教民主フラームス（CD&V） | 5      |
| オランダ語 | 前進（Vooruit）                  | 4      |
| オランダ語 | フラームス自由民主（Open VLD）   | 3      |
| フランス語 | 改革運動（MR）                   | 10     |
| フランス語 | 社会党（PS）                     | 6      |
| フランス語 | レザンガジェ（LE）               | 5      |
| 両言語     | ベルギー労働者党（PVDA-PTB）     | 6      |
| 両言語     | エコロ（ECOLO）-フルン（Groen）  | 3      |

太字が与党。ドイツ語共同体選出議員はMRに参加。